# 西中 (新潟市)
西中（にしなか）は、新潟県新潟市西蒲区の大字。郵便番号は953-0132。

## 概要
1889年（明治22年）から現在の大字。西川と矢川に挟まれた低地に位置する。もとは1879年（明治12年）から1889年（明治22年）まであった西中村の区域の一部。

### 隣接する町字
北から東回り順に、以下の町字と隣接する。
- 潟上
- 西長島
- 和納
- 夏井
- 北野
- 西長島
- 横曽根

## 歴史
中村（なかむら）
江戸時代から1879年（明治12年）まであった村名。西川左岸に位置。（慶安2年）までに開発されて成立。1879年（明治12年）に西中村と改称。

### 年表
- 1889年（明治22年）4月1日 : 合併により船越村の大字となる。
- 1901年（明治34年）11月1日 : 合併により岩室村の大字となる。
- 1983年（昭和58年） : 岩室村の村役場所在地となる。
- 2005年（平成17年）3月21日 : 合併により新潟市の大字となる。
- 2007年（平成19年）4月1日 : 新潟市の政令指定都市移行により、西蒲区の大字となる。

## 世帯数と人口
2018年（平成30年）1月31日現在の世帯数と人口は以下の通りである。
| 大字 | 世帯数  | 人口  |
| ---- | ------- | ----- |
| 西中 | 115世帯 | 356人 |

## 小・中学校の学区
市立小・中学校に通う場合、学区は以下の通りとなる。
| 番地 | 小学校             | 中学校             |
| ---- | ------------------ | ------------------ |
| 全域 | 新潟市立岩室小学校 | 新潟市立岩室中学校 |

## 主な企業・施設
- 新潟市西蒲区役所 岩室出張所
- 新潟市立岩室図書館
- 新潟市岩室体育館
- 新潟市立岩室中学校

## 交通

### 道路
- 新潟県道55号新潟五泉間瀬線